# Conseil municipal de New York
Hôtel de ville
Le conseil municipal de New York (en anglais : New York City Council) est le pouvoir législatif monocaméral du gouvernement de la ville de New York.

## Description et fonctionnement
Il se compose de 51 membres provenant des 51 districts municipaux répartis dans les cinq arrondissements :
- 16 sièges pour Brooklyn
- 14 sièges pour Queens
- 10 sièges pour Manhattan
- 8 sièges pour le Bronx
- 3 sièges pour Staten Island

Le conseil municipal joue un rôle de contrepoids face aux pouvoirs du maire, en surveillant le travail et les performances des services municipaux, en déterminant l'utilisation des terres de la ville, et en légiférant sur différents sujets ayant trait à la ville de New York. Le conseil municipal a en outre la responsabilité exclusive d'approuver le budget de la ville proposé par le maire. Le conseil se compose de différents comités qui ont une fonction de surveillance sur les différents organes du pouvoir dans la ville de New York. Les conseillers ne peuvent assurer plus de trois mandats consécutifs.
Le conseil est présidé par le Speaker, dont le poste est occupé depuis janvier 2022 par Adrienne Adams. 
Le conseil municipal de New York confirme en outre bien le fait que la ville de New York est plus proche de l'aile politique progressiste puisque 46 de 51 sièges de conseillers sont occupés par des démocrates (présidé par Keith Powers) contre 5 pour les républicains (présidé par Joe Borelli).

## Retrait de la statue de Thomas Jefferson de la salle du conseil
Le 18 octobre 2021, La mairie de New York a voté à l'unanimité le retrait de la statue de deux mètres de haut de Thomas Jefferson, qui trônait depuis 1915 dans la salle du conseil municipal. Père fondateur des États-Unis, il était aussi esclavagiste et possédait 600 esclaves dans ses plantations en Virginie,.
La ville reste propriétaire de la statue, mais la prête pour une durée de 10 ans à la Société historique de New York, « pour protéger l’œuvre et offrir la possibilité de l’exposer avec une remise en contexte historique et d’éducation »,.